# 蒙大拿火山
蒙大拿火山（英語：Montana Mountain）是加拿大育空地区的一座死火山，位于市镇卡克罗斯以南，该火山生成于晚白垩纪，如今已经被高度侵蚀。该火山除了一个主峰以外，还包括许多子峰，其主要成分为长英质的火山碎屑岩。山体因为长期的蚀变和风化而显现出橙色。